# Летавет Август Андрійович
Летаве́т Авгу́ст Андрі́йович (нар. 1893 — пом. 1984) — російський альпініст, що з групою дослідників працював у горах Тянь-Шаню.
1932 року Летавет з альпіністською групою працював на Тянь-Шані. З 1934 і до 1938 років група набула статусу експедиції, яка досліджувала пік Хан-Тенгрі, хребти Кокшаал-Тау та Куйлютау. У хребті Кокшаал-Тау вони відкрили кілька піків висотою 5800-5900 м та льодовики на півночі хребта (Григорьєва, Корженевського, Пальгова). Піднялись на вершину хребта Куйлютау з висотою 5300 м. Досліджували також південні відроги гори Карпінського, піднялись на пік Нансена у хребті Інильчектау з висотою 5700 м, де відкрили льодовик Зірочка.
1946 року Летавет отримав звання заслуженого майстра спорту СРСР з альпінізму.